# 白喉抗毒素
白喉抗毒素（英語：diphtheria antitoxin，簡稱DAT） 是一種由抗體組成的藥物，用於治療白喉。目前已不再建議用此藥物作預防白喉感染之用。此藥物係透過靜脈注射或是肌肉注射方式給藥。
此藥物是從經過白喉毒素免疫的馬，取其血漿製成，透過中和白喉桿菌產生的毒素而發揮作用。
白喉抗毒素於1800年代後期成功開發，之後用作醫療用途。 於1901年發生一起白喉抗毒素遭受污染事件 - 用於培養抗毒素的乳品配送馬匹因感染破傷風，產出的抗毒素受到污染，導致美國中西部接種作預防白喉之用的十數名兒童死亡，此事件導致美國《生物製品控制法》於1902年通過，和促成美國食品藥物管理局（FDA）於1906年設立。 著名的1925年血清運送行動是一透過狗雪橇接力運輸抗毒素的作業，工作人員在5 + 1⁄2天內於阿拉斯加領地跋涉674英里（1,085公里）的漫長路途，讓位於領地西端臨海的諾姆和周邊社區免受白喉流行的侵害。

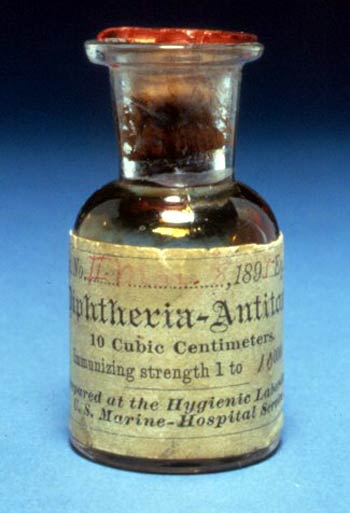
由衛生實驗室（美國國家衛生研究院）約於1895年生產的第一批白喉抗毒素中的一瓶。

## 醫療用途
此藥物用於治療白喉感染。

## 不良影響
使用後常有副作用發生，包括廣泛的紅斑、蕁麻疹、搔癢，偶爾伴有發燒、關節和淋巴結疼痛和水腫。嚴重的有血清病和過敏反應（含過敏性休克）。
根據歷史數據，血清病的發生率可達5%，通常在第一次注射後約7至12天出現，但也有報導顯示，先前曾接受過馬血漿製劑的患者可能會出現加速反應，發作時間在幾天甚至幾小時內。過敏性休克通常在給藥後1至2小時內發生，通使用腎上腺素治療。

## 特定群體

### 懷孕
英國衛生安全局建議懷孕婦女宜謹慎使用此由馬血漿製成的藥物。而根據世界衛生組織（WHO）的資料，發生高危白喉的患者，包含嬰兒、老年人及孕婦均可使用白喉抗毒素治療。

### 母乳哺育
根據WHO的說明，個體在進行母乳哺育期間使用白喉抗毒素不會對嬰兒有安全上的顧慮。

### 年長者
雖然對於年長者使用本藥物並無充分的研究，但咸信應如同年輕患者一樣，不致有特殊的影響。

### 兒童
感染白喉的兒童及嬰兒同樣也可使用白喉抗毒素進行治療。

## 禁忌症
如有以下情況，應謹慎施用白喉抗毒素：
- 有藥物過敏史者
- 對馬血清過敏者
- 靠近馬匹時出現過敏症狀者
- 於皮膚或眼部測試過敏，呈陽性反應者

## 交互作用
白喉抗毒素會與下列藥物發生交互作用：
- 卡介苗
- 屈公病（活疫苗）
- 霍亂疫苗（活疫苗）
- 登革熱疫苗
- 季節性流感疫苗
- 季節性流感疫苗（活疫苗）
- 麻疹疫苗
- 流行性腮腺炎疫苗
- 小兒麻痺症疫苗（活疫苗）
- 輪狀病毒疫苗
- 德國麻疹疫苗
- 天花疫苗
- 傷寒疫苗
- 水痘疫苗
- 黃熱病疫苗
- 帶狀疱疹疫苗（活疫苗）

此藥物也會與氣喘發生交互作用。

## 化學
此藥物為濃縮蛋白質（主要是球蛋白）的溶液，含有經白喉毒素免疫過的馬血漿中萃取的抗體。

## 社會與文化
此藥物已被納入世界衛生組織基本藥物標準清單之內。在美國可從美國疾病管制與預防中心（CDC）取得（由於美國廣泛施用白喉疫苗，病例已大幅減少（或幾近絕跡），藥廠不再大量生產該藥物，甚或已停止生產。但並不表示這種藥物完全不存在，而是它可能需要特殊訂製或從備存庫中調配）。截至2008年，許多國家（包括歐洲的）已不再提供此藥物。

## 外部連結
- 醫學主題詞表（MeSH）：{{{1}}}